# 愛新覚羅韞穎

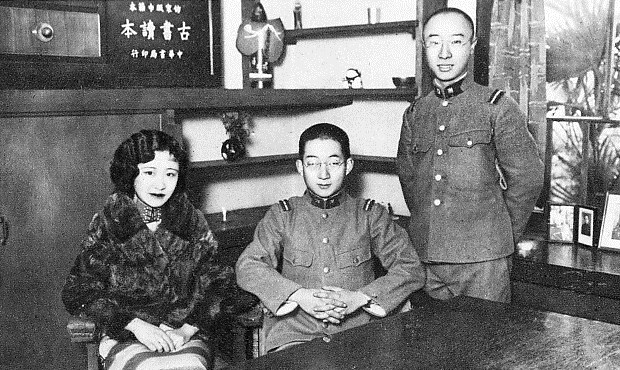
夫郭布羅潤麒（皇后婉容の弟：中央）、皇弟溥傑（右）と韞穎（1934年3月）

愛新覚羅 韞穎（あいしんかくら おんよう、1913年 - 1992年）は、清の醇親王載灃の娘。最後の皇帝となった宣統帝（溥儀）の妹である。辛亥革命により宣統帝が退位し、清が滅亡した翌年（民国2年）に生まれた。のち、溥儀の皇后婉容の弟である郭布羅潤麒に嫁いだ。金韞穎、三格格などと呼ばれる。